# إيما سبينس
إيما كاثرين ماري سبنس (من مواليد 27 فبراير 2003) هي لاعبة جمباز فني كندية. مثلت كندا في بطولة العالم للجمباز الفني 2022 وفازت بالميدالية البرونزية في حدث الفريق، وهي أول ميدالية لفريقها. فازت بالميدالية البرونزية مع الفريق في دورة ألعاب الكومنولث 2022. على المستوى الفردي حصلت على الميدالية البرونزية في أولمبياد الشباب 2018 في حدث القفز بالإضافة إلى الميدالية البرونزية في دورة ألعاب الكومنولث 2022 في الشامل وعارضة التوازن.

## نشأتها
ولدت إيما سبنس في كامبريدج، أونتاريو عام 2003.  وهي فرنسية من أونتاريو ولغتها الأولى هي الفرنسية. كانت جدتها الكبرى العداءة ماري فاندرفليت التي تنافست في دورة الألعاب الأولمبية الصيفية 1932.

## مسيرتها للناشئين

#### 2016–17
في عام 2016، تنافست إيما سبينس في إيليت جيم ماسيليا في حدث عارضات غير متساوية وعارضة التوازن وحركات الأرضية ولم تتأهل إلى أي نهائيات حدث. في عام 2017 تنافست في إيليت كندا في ثلاث أحداث فقط عارضات غير متساوية والقفز وحركات الأرضية بسبب الإصابة أثناء المنافسة. تنافست في جيمنيكس الدولي في مونتريال حيث فازت بالميدالية الذهبية على عارضات غير متساوية. تنافست في بطولة كندا حيث فازت بالميدالية الفضية في الجمباز الشامل خلف آنا بادوراريو. واحتلت المركز الرابع في القفز والثالث على عارضات غير متساوية وعارضة التوازن. تم اختيارها لاحقًا لتمثيل كندا في مسابقة اليابان الدولية للناشئين إلى جانب بادوراريو. احتلت إيما سبينس المركز الثامن في الجمباز الشامل. أنهت الموسم بالتنافس في إيليت جيم ماسيليا احتلت المركز السادس والعشرين في الجمباز الشامل والرابع في القفز.

#### 2018
مع بلوغ بادوراريو سنتها الأخيرة، دخلت لاعبة الجمباز إيما سبينس كأفضل لاعبة كندية ناشئة ضمن الفريق الوطني عام 2018، تنافست في بطولة نخبة كندا حيث احتلت المركز الأول في الجمباز الشامل، والثالث في القفز والأول في العارضة غير المستوية وحركات الأرضية. ثم تنافست في بطولة جيمنيكس الدولي حيث احتلت المركز السادس في الجمباز الشامل، والسابع في القفز، والسادس في العارضة غير المستوية، والثامن في حركات الأرضية. تم اختيارها لاحقًا لتمثيل كندا في بطولة الجمباز في منطقة المحيط الهادئ لعام 2018. حيث ساعدت الفريق الكندي في الفوز بالميدالية الفضية في نهائي الفريق. في الجمباز الشامل احتلت المركز الخامس، واحتلت المركز الرابع في القفز والسادس في عارضة التوازن وحركات الأرضية. في بطولة كندا احتلت المركز الثاني في الجمباز الشامل خلف زوي أليير بورجيه. مثلت أيضا كندا في بطولة الجمباز الفني الأمريكية للناشئين لعام 2018. احتلت المركز الخامس في الجمباز الشامل وعلى عارضة التوازن وفازت بالميدالية الفضية في نهائي الفريق. وباعتبارها أفضل لاعبة جمباز من مواليد 2003، تم اختيار سبينس لتمثيل كندا في دورة الألعاب الأولمبية للشباب 2018. وأثناء وجودها تأهلت إلى نهائيات الجمباز الشامل، والقفز، وعارضة التوازن، وحركات الأرضية. احتلت سبينس المركز العاشر في النهائيات الجمباز الشامل، والثالثة في القفز خلف جيورجيا فيلا من إيطاليا وسينجي باسكاي من المجر، والخامسة في حركات الأرضية، والثامنة في عارضة التوازن. تم اختيارها كحاملة علم كندا في حفل الختام.

## مسيرتها للكبار

### 2019
في عام 2019، أصبحت سبنس كبيرة السن. ظهرت لأول مرة في كندا إيليت حيث احتلت المركز السابع في الجمباز الشامل والرابعة في كركات الأرضية. في مارس تنافست في الجمباز الدولي 2019. ساعدت كندا على الفوز بالميدالية الفضية. فرديًا احتلت سبنس المركز الرابع عشر في الجمباز الشامل. في مايو تنافست سبنس في بطولة كندا الوطنية. بعد اليوم الأول من المنافسة، احتلت المركز السابع في الجمباز الشامل. في اليوم الثاني، انسحبت سبنس من المنافسة بعد التنافس على العارضة غير المستوية فقط بسبب إصابة في الركبة. في يونيو تنافست سبنس في تحدي فريق فلاندرز الدولي في جنت، بلجيكا جنبًا إلى جنب مع لوري دينومي وإيزابيلا أونيشكو وكوين سكروبا وروز كايينج وو. احتلوا معًا المركز الرابع في نهائي الفريق خلف هولندا وأستراليا وبلجيكا. فرديًا، احتلت سبنس المركز السادس عشر في الجمباز الشامل.
في سبتمبر، تنافست سبنس في كأس العالم في سزومباثيلي حيث تأهلت إلى نهائيات القفز وعارضة التوازن وحركات الأرضية. خلال نهائيات فازت بالميدالية البرونزية في عارضة التوازن خلف نويمي ماكرا من المجر وتيجا بيلاك من سلوفينيا واحتلت المركز السادس في القفز والخامس في حركات الأرضية.

### 2020
في أواخر يناير تم إدراج سبنس في قائمة ترشيحية تم إصدارها لكأس العالم في ملبورن، المقرر إقامتها في 20 فبراير. كانت أول مسابقة لها في الموسم هي إيليت كندا، حيث احتلت المركز الرابع في الجمباز الشامل خلف آنا بادوراريو وبروكلين مورز وإيزابيلا أونيشكو. في كأس العالم في ملبورن، احتلت سبنس المركز العاشر في التصفيات على القفز والعارضة غير المستوية وكانت الاحتياطية الثانية لكل من نهائيات تلك الأحداث؛ ومع ذلك، تأهلت إلى نهائيات عارضة التوازن وحركات الأرضية. خلال نهائيات الحدث، احتلت المركز الثامن في كل منهما.
في نوفمبر، وقعت سبنس خطاب نواياها الوطني مع فريق الجمباز نبراسكا كورنهوسكرز، بهدف البدء في العام الدراسي 2021-22.

### 2021
في بطولة كندا الوطنية، احتلت سبنس المركز الرابع في الجمباز الشامل خلف إيلي بلاك وأفا ستيوارت ولوري دينومي. فازت بالميدالية البرونزية في العارضة غير المستوية واحتلت المركز العاشر والرابع عشر في عارضة التوازن وحركات الأرضية على التوالي. في يونيو تم تسميتها كبديلة غير مسافرة للفريق الأولمبي الكندي.

### 2022
تم اختيار سبنس للتنافس في دورة ألعاب الكومنولث إلى جانب لوري دينومي وجينا لالوند وكاسي لي ومايا زونيفيلد. في اليوم الأول من المنافسة، قادت سبنس الفريق الكندي إلى المركز الثالث خلف إنجلترا وأستراليا. كانت الفرد الوحيد الذي تأهل إلى نهائيات جميع الأحداث الخمسة. فازت بالميدالية البرونزية في النهائي الشامل خلف جورجيا جودوين وأوندين أتشامبونج. في اليوم الأول من نهائيات الحدث، احتلت المركز الرابع في القفز والسادس في العارضة غير المتساوية. في اليوم الثاني، فازت بميداليتها البرونزية الثالثة في عارضة التوازن، حيث حلت خلف كيت ماكدونالد وجودوين. احتلت المركز الرابع في حركات الأرضية.
تم اختيار سبنس للمنافسة في بطولة العالم إلى جانب إيلي بلاك وسيدني تورنر ودينيل بيدريك ولوري دينومي وشالون أولسن. أثناء وجودها هناك، ساعدت فريق كندا في الفوز بأول ميدالية له في بطولة العالم، وهي برونزية.